# 维亚纳-杜阿连特茹 (堂区)
维亚纳-杜阿连特茹是葡萄牙埃武拉区的一个堂区。总面积97.98平方公里，总人口2828人，人口密度28.9人/平方公里。